# Michael Andrews (peintre)
Pour les articles homonymes, voir Michael Andrews et Andrews.
Michael Andrews, né le 30 octobre 1928 à Norwich en Grande-Bretagne et mort à Londres le 19 juillet 1995, est un peintre contemporain britannique.

## Biographie
Michael Andrews fait ses études à la Slade School of Fine Art de Londres de 1949 à 1953. Après une première exposition individuelle en 1958, il devient l'un des principaux membres de l'École de Londres avec une peinture figurative des scènes de la vie quotidienne de la capitale britannique comme les séries des Lights des années 1960 ou des Schools dans les années 1970. Au tournant des années 1980, il séjourne très fréquemment en Australie dont les paysages lui inspirent les séries Ayers Rock et The Olgas.

## Principales œuvres
- 1962 : The Colony Room
- 1987 : In the Shade, Katatjuta